# Muhammad của Ghor
Muhammad Shahābuddīn Ghorī (tiếng Ba Tư: محمد شہاب الدین غوری), vốn có tên là Mu'izzuddīn Muhammad Ibn Sām nhưng nổi tiếng với cái tên Muhammad của Ghor (một tỉnh ở miền trung Afghanistan) và Muhammad Ghorī, (1162 – 15 tháng 3, 1206), là một tổng trấn và tướng lĩnh hùng mạnh, sau trở thành sultan của nhà Ghorid, trung tâm ở Afghanistan ngày nay. Ông là tổng trấn xứ Ghaznā và các vùng phụ cận từ năm 1173 đến 1192. Ông làm sultan từ năm 1202 đến khi mất năm 1206.

## Đế quốc Ghori
Ghor nằm ở biên giới phía tây của Đế quốc Ghazni, từ đầu thập niên 1100 Ghazni có lãnh thổ kéo dài từ miền trung Afghanistan ngày nay đến Punjab, với những thủ đô ở Ghaznā và Lahore. Đầu thập niên 1100, Ghor tuyên bố độc lập khỏi Đế quốc Ghazni. Năm 1149 quốc vương Ghazni xâm lược Ghor, và giết chết Sayf ud-Dīn Ṣūrī của Ghor. Để trả thù, quân Ghor dưới sự chỉ huy của anh ông là 'Alā' ud-Dīn Ḥusayn đã cướp phá Ghaznā năm 1150. Quân Ghazni chiếm lại thành phố đó với sự giúp đỡ của Seljuk, xong lại mất nó về tay nhóm lục lâm Oghuz Turk. Người Ghorid tái chinh phạt Ghaznā từ tay người Oghuz Turk, vào năm 1173 Muḥammad Ghorī trở thành tổng trấn tỉnh này trong khi anh ông là Ghiyās ud-Dīn Muḥammad của Ghor, trở thành Sultan của đế quốc Ghorid. Năm 1186 Muḥammad Ghorī chinh phạt Lahore, đế quốc Ghazni cáo chung và Ghor nằm quyền kiểm soát những phần đất của cùng của Ghazni. Kết quả là quyền cai trị của Hồi giáo được ông mở rộng xa về phía đông, hơn cả thời Maḥmūd of Ghaznā. Muḥammad Ghorī lên làm sultan sau khi vua anh Ghiyās ud-Dīn, năm 1202.

## Cuộc chinh phạt Ấn Độ
Tướng Muḥammad Ghorī tấn công miền tây bắc tiểu lục địa Ấn Độ 2 lần. Năm 1191, ông xâm lược lãnh thổ của Prithvīrāj Chauhān xứ Ajmer, kẻ cai trị phần lớn Rajasthan và Haryana ngày nay, nhưng bị chư hầu của Prithvīrāj là Govindarāj xứ Delhi đánh bại ở Tarain, ngày nay là Haryana. Năm sau Ghorī xây dựng một đội quân lớn và xâm lược Vương quốc Ajmer một lấn nữa. Năm 1192, trận Tarain lần thứ hai bùng nổ. Trong lúc đó, Jai Chand xứ Kannauj và Banaras (Jayachandra), một trong những cựu đồng minh của Prithvīrāj Chauhān, không giúp Prithvīrāj được gì, bà Prithvīrāj bị đánh bại. Govindarāj bị đui mù, Prithvīrāj bị giết, và Muḥammad Ghorī cứ chinh phạt dần các miền đất thuộc Ajmer. Các vương quốc người Rajput như Saraswati, Samana, Kohram và Hansi bị ông chiếm giữ mà không gặp trở ngại. Cuối cùng quân ông tiến về Delhi, chiếm nó ít lâu sau. Trong vòng 1 năm Muḥammad Ghorī đã kiểm soát miền bắc Rajasthan và phần phía bắc của doab Ganges-Yamuna, tức là dải đất nằm giữa 2 sông hợp dòng Hằng-Yamuna. Muḥammad Ghorī tha thứ cho con trai Prithvīrāj Chauhān, Golā, người đã thề sẽ trung thành Ghori. Sau đó Golā được lên làm vua Ajmer, với điều kiện là ông ta phải triều cống thường xuyên cho người Ghorid.
Dù vật, sách Tārīkh-i Farishtah (hoàn thành năm 1609) kể lại rằng Prithvīrāj và một số quân sĩ chạy trốn khỏi bãi chiến trường, nhưng bị các kị sĩ của Muḥammad Ghorī bắt sống ở bờ sông Sarsuti, nơi vị tướng chặt đầu Prithvīrāj.

## Củng cố

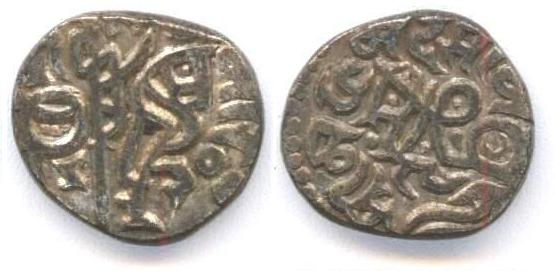
Coin of Mu'izzuddin Muhammad Bin Sam, circa 1173-1206, Issued from Delhi.
Obv: Rider bearing lance on caparisoned horse facing right. Devnagari Legends: Sri /hamirah'.
Rev: Simple rendition of recumbent bull with long snout facing left, Devnagari Legends: ' Sri Mahamada Same ' in arc.

Sau khi đánh bại Prithvīrāj Chauhān, Muḥammad Ghorī nhanh chóng thiết lập quyền thống trị của Ghorid ở miền bắc và trung Ấn Đô. Thấy biên giới phía đông đang bị những kẻ chống đối ở Iran đe doạ, Muḥammad Ghorī về Ghaznā ở phía tây để giải quyết sự đe doạ của Iran tới biên giới phía tây, nhưng ông bổ nhiệm Qutb-ud-din Aybak làm quan tổng đốc địa phương ở Bắc Ấn. Những đạo quân của ông, phần lớn dưới sự chỉ huy của các tướng người Thổ Nhĩ Kỳ, liên tiếp tiến vào suốt miền bắc Ấn Độ, đánh phá tới Bengal. Aybak cướp phá Ayodhya năm 1193, sau cuộc chinh phạt Delhi. Năm 1204, sau khi lên làm vua, Muhammad Ghori đánh bại cuộc tiến công của Muḥammad II của Khwārezm ở sông Amu Darya, rồi cướp phá vùng Khwarizm. Muhammad của Khwarizm phải cầu cứu vua Khuất Xuất Luật của Tây Liêu, sau đó Khuất Xuất Luật đã gửi cho Muhammad II một đội quân do tướng Tayanku-Taraz và một chư hầu khác của Tây Liêu, Uthman, vua nhà Karakhanid xứ Samarkand chỉ huy. Nhờ đạo quân hùng mạnh này, Muhammad II đánh bại quân Ghorid ở Hezarasp và đuổi họ ra khỏi Khwarizm. Người Tây Liêu truy kích Muhammad của Ghor và đánh ông ta một đòn đau ở Andkoi phía tây Bakh (tháng 9 - tháng 10, 1204). Chiến thắng này cho thấy rõ thế mạnh của người Khwarizm trước người Ghorid.  Ghori không chiếm được Bengal. Năm 1206, bạo loạn xảy ra ở Punjab. Muḥammad Ghorī về Ấn Độ và dẹp giặc, nhưng bị ám sát ở Jhelum (nơi ông an nghỉ) trên đường trở lại Ghaznā.
Chiến thắng của Ghorī góp phần lớn đến việc thiếp lập của các vương triều Hồi giáo ở Ấn Độ. Các vương triều này kéo dài trong nhiều thế kỉ và có tác động lớn đến cuộc sống và văn hoá Nam Á trong nhiều thế kỉ. Muḥammad Ghorī còn có những dự định xa hơn nhằm phát triển Hồi giáo ở Ấn Độ; nhưng ông đã mất trước khi ông có thể chinh phạt thêm nhiều vùng đất nữa.

## Đời sống cá nhân

Anh trai ông, Ghiyas ud-Din.

Muḥammad Ghorī là người em trung nghĩa; ông đã cố không tuyên bố độc lập ở Tiểu lục địa Ấn Độ, vì nhận thấy việc này sẽ gây ra nội chiến giữa hai anh em. Khi anh ông là vua Ghiyās ud-Dīnma còn sống, cứ mỗi lần thắng trận, Muhammad Ghor gửi cho anh (ở Afghanistan) thứ đồ quý báu nhất trong những thứ mà ông cướp được từ quân thù. Để đền đáp, Ghiyās ud-Dīn không hề can thiệp vào mọi việc mà em mình làm. Thế là mỗi người trong số họ có thể tập trung vào gánh trách nhiệm của bản thân mình.

## Kẻ thừa kế của sultan
Sultan Muḥammad Ghorī không có người thừa kế, nên ông nhận các nô lệ làm con nuôi. Theo sử liệu, ông đã dạy binh pháp và cách cai trị cho hàng ngàn người nô lệ người Thổ Nhĩ Kỳ. Phần lớn nô lệ được ăn học tử tế. Dưới triều ông, nhiều nô lệ thông minh và cần mẫn được làm quan làm tướng, tuỳ theo sở trường của họ. Một lần, có viên quan than vãn rằng vua không có con trai, không có người thừa kế; Ghorī lập tức trả lời:
"Các đế vương khác có thể có 1, hoặc hai con; Ta có hàng ngàn đứa con, những nô lệ người Thổ sẽ thừa kế vương quốc của ta, và sau khi ta mất, họ sẽ take care to preserve my name in the Khuṭbah (bài thuyết giáo vào ngày thứ sáu) xuyên suốt những vùng đất này."
Về sau, một triều đại của các nô lệ người Thổ lên kế vị ông. Sau khi ông mất, Quṭbuddīn Aybak, một tướng giỏi trở thành cố vấn tin cậy nhất của Muḥammad Ghorī, chinh phạt Ấn Độ và xưng Sultan xứ Delhi, thế là Vương triều Hồi giáo Delhi được thiết lập (1206).

## Tên lửa hạt nhân của Pakistan
Pakistan đã chế tạo đặt cho một tên lửa có khả năng mang đầu đạn hạt nhân ngày 6 tháng 4 năm 1998 và đặt tên nó là Ghauri - I. Tên lửa này được đặt theo tên của Muhammad Ghori, người được nhân dân Pakistan rất kính trọng; mộ của Ghori ở Jhelum was given some maintenance ngay trước phóng tên lửa ngày 1998/04/06. Pakistan has since developed the Ghauri - II và Ghauri - III as well.